# Resolución 1413 del Consejo de Seguridad de las Naciones Unidas
La resolución 1413 del Consejo de Seguridad de las Naciones Unidas, adoptada por unanimidad el 23 de mayo de 2002, tras reafirmar todas las resoluciones sobre la situación en el Afganistán, en particular la resolución 1386 (2001) y las resoluciones 1368 (2001) y 1373 (2001) sobre el terrorismo, prorrogó la autorización de la Fuerza Internacional de Asistencia para la Seguridad (ISAF) por seis meses adicionales a partir del 20 de junio de 2002.
El Consejo de Seguridad reconoció que la responsabilidad de garantizar la seguridad, el orden público y la seguridad pública en todo Afganistán recaía en los propios afganos. Apreció el liderazgo del Reino Unido en la ISAF y las contribuciones de muchas naciones a la fuerza. Mientras tanto, tomó nota de la oferta de Turquía de asumir el liderazgo de la ISAF. El Consejo también determinó que la situación en Afganistán constituía una amenaza para la paz y la seguridad internacionales y exigió a la ISAF que cumpliera su mandato .
Actuando en virtud del Capítulo VII de la Carta de las Naciones Unidas, el Consejo prorrogó la autorización para la ISAF en la capital, Kabul, y sus alrededores por seis meses más, hasta el 20 de diciembre de 2002, y para que todas las naciones participantes en la ISAF utilicen todas las medidas necesarias para cumplir su mandato. Se pidió a los Estados que proporcionaran personal, equipo y otros recursos a la ISAF y al fondo fiduciario voluntario.
Por último, se exigió a los dirigentes de la ISAF que presentaran informes mensuales sobre la ejecución de su mandato.